# Jeff Schlupp
Jeffrey Schlupp, detto Jeff (Amburgo, 23 dicembre 1992), è un calciatore tedesco naturalizzato ghanese, di ruolo centrocampista, del Norwich City.

## Carriera

### Club

#### Leicester e prestito al Brentford
Cresciuto nelle giovanili del Leicester City, dopo un breve prestito al Brentford dove colleziona 9 presenze e 6 gol, dal 2011 è in prima squadra. Nella stagione 2013-2014 ottiene la promozione in massima serie vincendo la Football League Championship. La stagione seguente esordisce in Premier League e ottiene la salvezza grazie agli ottimi risultati del club nelle ultime giornate.
Nella Premier League 2015-2016 trova il primo gol stagionale il 3 ottobre 2015 nella vittoria in trasferta per 2-1 contro il Norwich City. Nella stessa stagione il 2 maggio grazie al pareggio per 2-2 del Tottenham secondo in classifica contro il Chelsea, che segue il pareggio del giorno prima dei Foxes contro il Manchester United per 1-1, si laurea campione d'Inghilterra con il Leicester City.

#### Crystal Palace e prestito al Celtic
Il 13 gennaio 2017 passa al Crystal Palace per circa 14 milioni di euro, firmando un contratto quadriennale.
Il 3 febbraio 2025 passa in prestito al Celtic con i quali vince il campionato scozzese (2024-2025).
Il 28 maggio 2025 annuncia il termine del suo contratto con i londinesi, lasciando così il club dopo 8 anni.
Esperienza al Norwich City
Il 24 luglio 2025 viene ufficializzato il suo ingaggio da parte del Norwich City, firmando un contratto annuale e decidendo di vestire la maglia numero 27.

### Nazionale
Il 15 novembre 2011 esordito con la nazionale ghanese nell'amichevole vinta 2-1 contro il Gabon.

## Statistiche

### Presenze e reti nei club
Statistiche aggiornate al 17 maggio 2025.
| Stagione              | Squadra               | Campionato            | Campionato | Campionato | Coppe nazionali | Coppe nazionali | Coppe nazionali | Coppe continentali | Coppe continentali | Coppe continentali | Altre coppe | Altre coppe | Altre coppe | Totale | Totale |
| Stagione              | Squadra               | Comp                  | Pres       | Reti       | Comp            | Pres            | Reti            | Comp               | Pres               | Reti               | Comp        | Pres        | Reti        | Pres   | Reti   |
| --------------------- | --------------------- | --------------------- | ---------- | ---------- | --------------- | --------------- | --------------- | ------------------ | ------------------ | ------------------ | ----------- | ----------- | ----------- | ------ | ------ |
| mar.-giu. 2011        | Brentford             | FLO                   | 9          | 6          | FACup+CdL       | -               | -               | -                  | -                  | -                  | -           | -           | -           | 9      | 6      |
| 2011-2012             | Leicester City        | FLC                   | 21         | 2          | FACup+CdL       | 2+3             | 0+4             | -                  | -                  | -                  | -           | -           | -           | 26     | 6      |
| 2012-2013             | Leicester City        | FLC                   | 19+2       | 3          | FACup+CdL       | 0+1             | 0               | -                  | -                  | -                  | -           | -           | -           | 22     | 3      |
| 2013-2014             | Leicester City        | FLC                   | 26         | 1          | FACup+CdL       | 1+5             | 0               | -                  | -                  | -                  | -           | -           | -           | 32     | 1      |
| 2014-2015             | Leicester City        | PL                    | 32         | 3          | FACup+CdL       | 2+1             | 1+0             | -                  | -                  | -                  | -           | -           | -           | 35     | 4      |
| 2015-2016             | Leicester City        | PL                    | 24         | 1          | FACup+CdL       | 0+2             | 0               | -                  | -                  | -                  | -           | -           | -           | 26     | 1      |
| 2016-gen. 2017        | Leicester City        | PL                    | 4          | 0          | FACup+CdL       | 0+1             | 0               | UCL                | 3                  | 0                  | CS          | 1           | 0           | 9      | 0      |
| Totale Leicester City | Totale Leicester City | Totale Leicester City | 126+2      | 10         |                 | 18              | 5               |                    | 3                  | 0                  |             | 1           | 0           | 150    | 15     |
| gen.-giu. 2017        | Crystal Palace        | PL                    | 15         | 0          | FACup+CdL       | 1+0             | 0               | -                  | -                  | -                  | -           | -           | -           | 16     | 0      |
| 2017-2018             | Crystal Palace        | PL                    | 24         | 0          | FACup+CdL       | 1+2             | 0               | -                  | -                  | -                  | -           | -           | -           | 27     | 0      |
| 2018-2019             | Crystal Palace        | PL                    | 30         | 4          | FACup+CdL       | 4+3             | 1+0             | -                  | -                  | -                  | -           | -           | -           | 37     | 5      |
| 2019-2020             | Crystal Palace        | PL                    | 17         | 3          | FACup+CdL       | 0+0             | 0+0             | -                  | -                  | -                  | -           | -           | -           | 17     | 3      |
| 2020-2021             | Crystal Palace        | PL                    | 27         | 2          | FACup+CdL       | 0+1             | 0+0             | -                  | -                  | -                  | -           | -           | -           | 28     | 2      |
| 2021-2022             | Crystal Palace        | PL                    | 32         | 4          | FACup+CdL       | 4+1             | 0+0             | -                  | -                  | -                  | -           | -           | -           | 37     | 4      |
| 2022-2023             | Crystal Palace        | PL                    | 34         | 3          | FACup+CdL       | 1+1             | 0+0             | -                  | -                  | -                  | -           | -           | -           | 36     | 3      |
| 2023-2024             | Crystal Palace        | PL                    | 29         | 2          | FACup+CdL       | 2+2             | 0+0             | -                  | -                  | -                  | -           | -           | -           | 33     | 2      |
| 2024-gen. 2025        | Crystal Palace        | PL                    | 12         | 0          | FACup+CdL       | 1+3             | 0+0             | -                  | -                  | -                  | -           | -           | -           | 16     | 0      |
| Totale Crystal Palace | Totale Crystal Palace | Totale Crystal Palace | 220        | 18         |                 | 27              | 1               |                    | -                  | -                  |             | -           | -           | 247    | 19     |
| gen.-giu. 2025        | Celtic                | SPL                   | 13         | 1          | SC+CdL          | 3+0             | 0+0             | UCL                | 2                  | 0                  | -           | -           | -           | 18     | 1      |
| Totale carriera       | Totale carriera       | Totale carriera       | 370        | 35         |                 | 48              | 6               |                    | 5                  | 0                  |             | 1           | 0           | 414    | 41     |

### Cronologia presenze e reti in nazionale
| Cronologia completa delle presenze e delle reti in nazionale ― Ghana | Cronologia completa delle presenze e delle reti in nazionale ― Ghana | Cronologia completa delle presenze e delle reti in nazionale ― Ghana | Cronologia completa delle presenze e delle reti in nazionale ― Ghana | Cronologia completa delle presenze e delle reti in nazionale ― Ghana | Cronologia completa delle presenze e delle reti in nazionale ― Ghana | Cronologia completa delle presenze e delle reti in nazionale ― Ghana | Cronologia completa delle presenze e delle reti in nazionale ― Ghana |
| Data                                                                 | Città                                                                | In casa                                                              | Risultato                                                            | Ospiti                                                               | Competizione                                                         | Reti                                                                 | Note                                                                 |
| -------------------------------------------------------------------- | -------------------------------------------------------------------- | -------------------------------------------------------------------- | -------------------------------------------------------------------- | -------------------------------------------------------------------- | -------------------------------------------------------------------- | -------------------------------------------------------------------- | -------------------------------------------------------------------- |
| 15-11-2011                                                           | Saint-Leu-la-Forêt                                                   | Ghana                                                                | 2 – 1                                                                | Gabon                                                                | Amichevole                                                           | -                                                                    | Ingresso                                                             |
| 31-5-2014                                                            | Rotterdam                                                            | Paesi Bassi                                                          | 1 – 0                                                                | Ghana                                                                | Amichevole                                                           | -                                                                    | 69’                                                                  |
| 6-9-2014                                                             | Kumasi                                                               | Ghana                                                                | 1 – 1                                                                | Uganda                                                               | Qual. Coppa d'Africa 2015                                            | -                                                                    |                                                                      |
| 28-3-2015                                                            | Le Havre                                                             | Ghana                                                                | 1 – 2                                                                | Senegal                                                              | Amichevole                                                           | -                                                                    | 65’                                                                  |
| 31-3-2015                                                            | Parigi                                                               | Ghana                                                                | 1 – 1                                                                | Mali                                                                 | Amichevole                                                           | -                                                                    |                                                                      |
| 8-6-2015                                                             | Accra                                                                | Ghana                                                                | 1 – 0                                                                | Togo                                                                 | Amichevole                                                           | -                                                                    | 46’                                                                  |
| 14-6-2015                                                            | Kumasi                                                               | Ghana                                                                | 7 – 1                                                                | Mauritius                                                            | Qual. Coppa d'Africa 2017                                            | 1                                                                    | 71’                                                                  |
| 5-9-2015                                                             | Kigali                                                               | Ruanda                                                               | 0 – 1                                                                | Ghana                                                                | Qual. Coppa d'Africa 2017                                            | -                                                                    | 90+1’                                                                |
| 13-10-2015                                                           | Edmonton                                                             | Canada                                                               | 1 – 1                                                                | Ghana                                                                | Amichevole                                                           | -                                                                    |                                                                      |
| 17-11-2015                                                           | Kumasi                                                               | Ghana                                                                | 2 – 0                                                                | Comore                                                               | Qual. Mondiali 2018                                                  | -                                                                    | 39’                                                                  |
| 24-3-2016                                                            | Accra                                                                | Ghana                                                                | 3 – 1                                                                | Mozambico                                                            | Qual. Coppa d'Africa 2017                                            | -                                                                    | 46’                                                                  |
| 27-3-2016                                                            | Maputo                                                               | Mozambico                                                            | 0 – 0                                                                | Ghana                                                                | Qual. Coppa d'Africa 2017                                            | -                                                                    |                                                                      |
| 5-6-2016                                                             | Belle Vue Maurel                                                     | Mauritius                                                            | 0 – 2                                                                | Ghana                                                                | Qual. Coppa d'Africa 2017                                            | -                                                                    | 85’                                                                  |
| 7-10-2016                                                            | Tamale                                                               | Ghana                                                                | 0 – 0                                                                | Uganda                                                               | Qual. Mondiali 2018                                                  | -                                                                    | 78’                                                                  |
| 13-11-2016                                                           | Borg El Arab                                                         | Egitto                                                               | 2 – 0                                                                | Ghana                                                                | Qual. Mondiali 2018                                                  | -                                                                    | 70’                                                                  |
| 1-9-2017                                                             | Kumasi                                                               | Ghana                                                                | 1 – 1                                                                | Rep. del Congo                                                       | Qual. Mondiali 2018                                                  | -                                                                    |                                                                      |
| 5-9-2017                                                             | Brazzaville                                                          | Rep. del Congo                                                       | 1 – 5                                                                | Ghana                                                                | Qual. Mondiali 2018                                                  | -                                                                    | 68’                                                                  |
| 26-3-2019                                                            | Accra                                                                | Ghana                                                                | 3 – 1                                                                | Mauritania                                                           | Amichevole                                                           | -                                                                    | 57’                                                                  |
| 17-11-2020                                                           | Omdurman                                                             | Sudan                                                                | 1 – 0                                                                | Ghana                                                                | Qual. Coppa d'Africa 2021                                            | -                                                                    | 67’                                                                  |
| 3-9-2021                                                             | Cape Coast                                                           | Ghana                                                                | 1 – 0                                                                | Etiopia                                                              | Qual. Mondiali 2022                                                  | -                                                                    | 28’                                                                  |
| Totale                                                               |                                                                      | Presenze                                                             | 20                                                                   |                                                                      | Reti                                                                 | 1                                                                    |                                                                      |

## Palmarès

### Club

#### Competizioni nazionali
- Football League Championship: 1

Leicester City: 2013-2014
- Campionato inglese: 1

Leicester City: 2015-2016
- Campionato scozzese: 1

Celtic: 2024-2025
- Coppa d'Inghilterra: 1

Crystal Palace: 2024-2025